# Стерилізація корінних американок
Незаконна масова стерилізація корінних американських жінок Індіанською службою охорони здоров'я (IHS) та лікарями, які з нею співпрацювали, у 1960-х та 1970-х, у численних випадках без інформованої згоди пацієнток, через видалення матки та перев'язку фаллопієвих труб, скалічили, за різними оцінками, від 25% до 40% індіанок. Частину жінок стерилізували без їхнього відома, інших вводили в оману, ніби-то процедура зворотня, стерилізували без належного розуміння та згоди, включаючи 11-річних дівчаток. Задокументовані випадки жорстокого поводження або інші форми примусу (загроза позбавлення матеріальної допомоги чи доступу до охорони здоров'я). Лікарі рекомендували стерилізацію бідним жінкам і жінкам меншин, але не заможнішим білим пацієнткам. Боротьбою з наслідками стерилізацій за репродуктивні права корінних американок займалася, зокрема, Гелен Родрігес Тріас. 

## Види стерилізації
Двома основними методами стерилізації були гістеректомія (видалення матки) та перев’язка маткових труб. Гістеректомія передбачає видалення матки через живіт або вагіну. Ця операція зазвичай використовувалась у США для стерилізації корінних американок протягом 1960-х та 1970-х. Іншою поширеною формою стерилізації була перев’язка фаллопієвих труб, які перев’язували, блокували або розрізали. Багатьом жінкам ці процедури робили без згоди, в результаті чого деякі лікарі описували такі процедури, як "трансплантацію матки". У 1971 р. доктор Джеймс Райан заявив, що віддає перевагу гістеректомії перед перев'язками труб, оскільки "це більш складний виклик... і це хороший досвід для молоді [йдеться про лікарів]". Це свідчить про ставлення лікарів IHS до пацієнток, оскільки гістеректомія має набагато більший рівень ускладнень.
Іноді лікарі застосовували деякі форми контролю народжуваності, крім стерилізації, зокрема медроксипрогестерон ацетат та гароманальні імплантати. Медроксипрогестерон ацетат використовували на індіанках з олігофренією, перш ніж на нього був отриманий дозвіл від FDA 1992 року. Гароманальні імплантати, які просуває IHS, продавався компанією Wyeth Pharmaceuticals (на яку подавали позов за недостатнє розкриття побічних ефектів, включаючи нерегулярні менструальні кровотечі, головні болі, нудоту та депресію). Побічні ефекти цих двох форм контрацепції включали припинення менструального циклу та надмірну кровотечу.
Використовуючи дані Національного обстеження зростання сім’ї за 2002 рік, Інститут охорони здоров’я міських індіанців виявив, що серед жінок, які застосовують контрацепцію, найпоширенішими методами серед американських індіанців та корінних аляскинців у віці 15–44 років є стерилізація жінок (34%), протизаплідні таблетки (21%) та чоловічі презервативи (21%). Однак серед міських неіспаномовних білих найбільш поширеними були таблетки для оральної контрацепції (36%), жіноча стерилізація (20%) та чоловічі презервативи (18%).
Хоч сьогодні Індіанська служба охорони здоров’я продовжує використовувати стерилізацію як метод планування сім’ї, перев’язка маткових труб та вазектомія є єдиними процедурами, які можна проводити з основною метою стерилізації. Сьогодні на законних підставах IHS вимагає, щоб пацієнтка давала усвідомлену згоду на операцію, мала від 21 року і не повинна перебувати в установі примусового лікування чи психіатричній установі.

## Історія примусової стерилізації в США
Практика євгеніки випливала з праць Френсіса Гальтона про використання генетики для вдосконалення людської раси. Рух євгеніки набував популярності, і в 1907 р. Індіана стала першим штатом Америки, який ввів закон про обов'язкову стерилізацію. Практика нормалізувалась, і протягом наступних двадцяти років ще 15 штатів прийняли подібні закони.
У 1927 році справа Верховного суду Бак проти Белл підтримав обов’язковий закон про стерилізацію у штаті Вірджинія. У справі брали участь три покоління жінок із сім'ї Бак: Емма, Керрі та Вівіан. Досліджуючи кілька поколінь родичок, прихильники євгеніки сподівались переконати Суд у тому, що Керрі Белл мала інтелектуальні вади, які були спадковими та загрожували суспільному добробуту; їм це вдалося, і її примусово стерилізували. У рішенні Олівера Венделла Голмса було зазначено: "Краще для усього світу, якщо замість того, щоб чекати страти вироджених нащадків за злочин або дозволити їм голодувати за їх бездумство, суспільство може перешкодити тим, хто явно непридатний, продовжувати свій рід. Принцип, за яким санкції за обов'язкову вакцинацію є достатньо широким, щоб охопити перерізання фаллопієвих труб."  Наслідком справи стало узаконення існуючих законів про стерилізацію, що призвело до поширення практики. На фоні поширення стерилізації у 1960-х та 1970-х були відсутні законодавчі обмеження щодо неї. Ця процедура розглядалася як життєздатна форма контрацепції.
У справі 1974 року Рельф проти Вайнбергера окружний суд встановив, що норми Міністерства охорони здоров'я та соціальних служб щодо стерилізації були "свавільними та необґрунтованими", оскільки вони не змогли належним чином гарантувати згоду пацієнтки. Цей випадок був частиною зростаючого усвідомлення протягом 1970-х того, що зловживання процедурами стерилізації є серйозною проблемою. Серед інших фактів, розкритих у справі, було встановлено, що щороку стерилізували від 100 000 до 150 000 осіб, використовуючи гроші, що фінансуються федеральними програмами. Викриття справи призвело до визнання того, що бідні та меншини ризикували потрапити на стерилізацію, на яку вони не погодились, і це призвело до юридичної вимоги щодо отримання інформованої згоди до операції.

## Індіанська служба охорони здоров’я

Логотип IHS

Індіанська служба охорони здоров’я (IHS) - урядова організація, створена в 1955 році для допомоги у боротьбі з поганим здоров’ям та умовами життя корінних американців та корінних жителів Аляски. IHS все ще існує в США і являє собою суміш різних організацій, створених для боротьби зі специфічними проблемами здоров'я корінних американців та корінних жителів Аляски. На вебсайті IHS зазначено, що "IHS є основним федеральним постачальником медичних послуг та адвокатом охорони здоров’я індіанців, і його метою є підняття їх стану здоров’я до максимально можливого рівня. IHS забезпечує комплексну систему надання медичних послуг приблизно для 2,2 мільйона американських індіанців та корінних жителів Аляски, які належать до 573 федерально визнаних племен у 37 штатах" У 1955 році Конгрес поклав на IHS відповідальність за надання цих медичних послуг, але на той час у них не було достатньо лікарів для проведення безпечних та належних процедур. Після підвищення заробітної плати лікарям безпека покращилася, і вони почали надавати протизаплідні засоби, що в підсумку призвело до практики стерилізації.
У 1976 році розслідування Генеральної відповідальності США (GAO) виявило, що чотири підрозділи охорони здоров'я індіанців не відповідають політиці IHS, що регулює згоду на стерилізацію. Невідповідні форми згоди були постійною проблемою; найпоширеніша форма не фіксувала, чи була згода пацієнток, що їм було сказано для отримання згоди, нерозуміння лікарями правил IHS було широко поширеним. Слідство виявило, що ці чотири підрозділи обслуговування стерилізували 3 406 жінок у період з 1973 по 1976 рік, у тому числі 36 випадків, коли були стерилізовані жінки до 21 року, попри оголошений мораторій на цю стерилізацію.
Були помічені проблеми розслідування GAO. Сенатор Джеймс Абурезк зазначив, що якщо навіть 3 406 стерилізацій є вражаючою кількістю корінних американок, ця цифра стала результатом досліджень лише чотирьох з дванадцяти підрозділів IHS. Спроби підрахувати загальну кількість стерилізацій, проведених в цей період, значно відрізняються за результатами. Незважаючи на те, що обмежений підрахунок GAO становить мінімум, організації корінних американців звинуватили IHS у стерилізації щонайменше 25 % корінних американок протягом цього періоду, а деякі автори, такі як представник племені Лакота Леман Брайтман, говорять про 40 %. Якщо найвища оцінка була точною, за цей період могло бути стерилізовано до 70 000 жінок. Для порівняння, рівень стерилізації білих жінок за той же період становив приблизно 15%.

## Причини

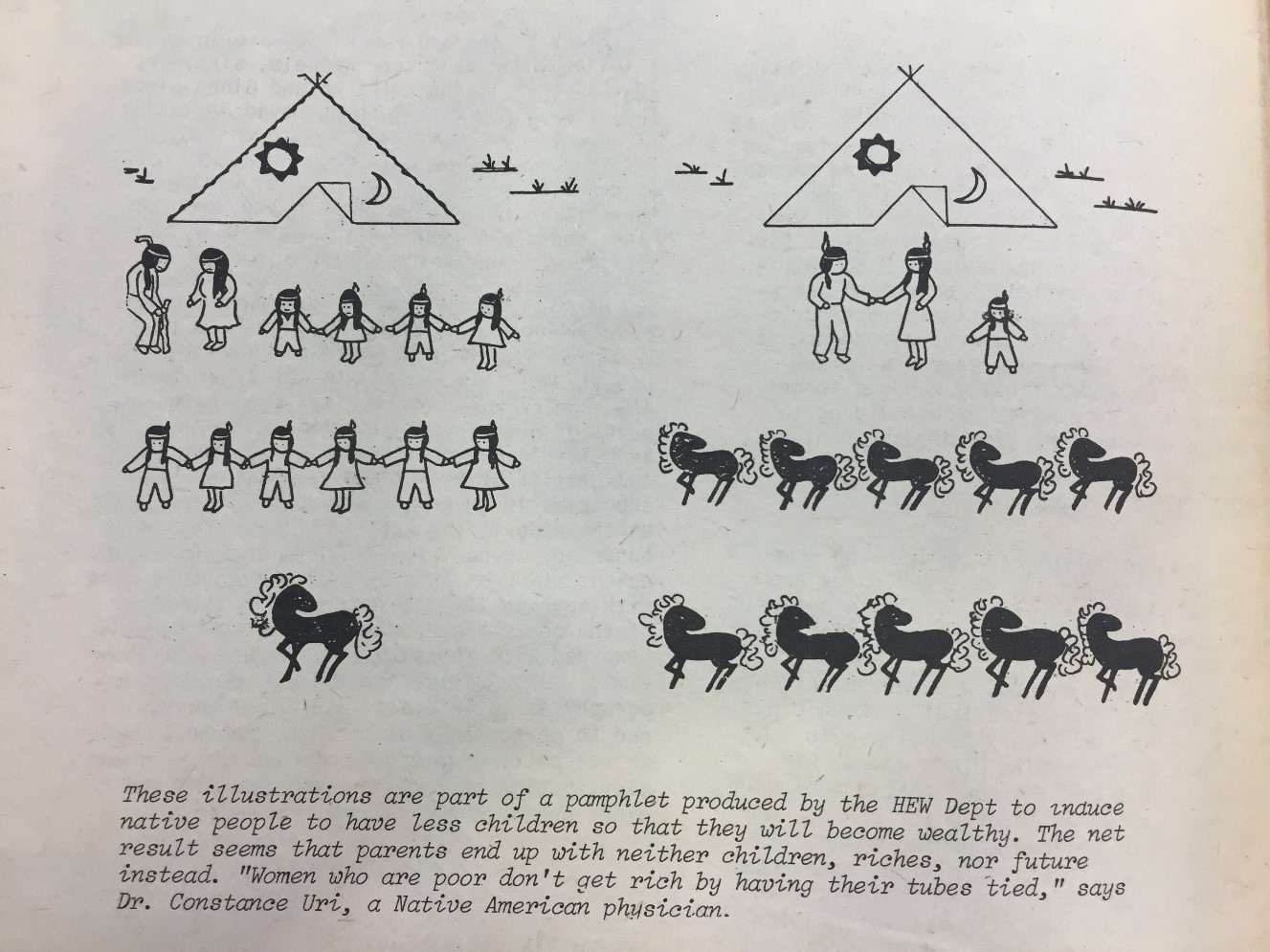
Брошура Міністерства охорони здоров’я, освіти та соціального забезпечення (HEW), що закликала корінних американок народжувати менше дітей. Зліва показано, як би жили батьки до застосування пропагандистських практик планування сім'ї (втомлені та з незначними ресурсами) і після (щасливі та заможні).

Корінні американки були не єдиними, кого примусово стерилізували; чорношкірі та бідні жінки також постраждали від цієї практики. У 1970-х, після того як уряд США змусив їх зарезервувати або переселити в міські райони без належної підтримки, багато корінних американців боролися з бідністю. Американські корінні жителі залежали від державних організацій, таких як IHS, Міністерство охорони здоров'я, освіти та соціального забезпечення (HEW) та Бюро з питань Індіанців (BIA). Основним постачальником медичних послуг була Індіанська служба охорони здоров’я (IHS). Оскільки корінні американці залежали від цих урядових організацій у сфері охорони здоров'я, їх частіше примушували до стерилізації, ніж інші групи.
Більшість лікарів, які виконували процедуру, розглядали стерилізацію як найкращу альтернативу для цих жінок. Вони заявляли, що це покращить їхнє матеріальне становище та якість життя їхньої родини. Багато з цих лікарів вважали, що корінні американки недостатньо розумні, щоб користуватися іншими методами контролю за народжуваністю, писала Джейн Лоуренс у American Indian Quarterly. Таким чином, стерилізація цих пацієнток розглядалася як найнадійніший метод контрацепції.  Коли лікарів запитали про ставлення до політики контролю над народжуваністю, 94% відповіли, що схвалили б обов'язкову стерилізацію матері трьох та більше дітей. Якщо менше людей звертається за програмою Медикейд та соціального забезпечення, федеральний уряд може зменшити витрати на програми соціального забезпечення. Бідні жінки, жінки з інвалідністю та кольорові жінки були ціллю з подібних причин. Крім того, збільшення хірургічних процедур розглядалося як хороша підготовка лікарів і як практика для лікарів-резидентів.
Одна з теорій свідчить, що лікарі IHS були недоплачені та перевантажені роботою, і вони стерилізували корінних американок, щоб мати менше роботи в майбутньому. Середній новий працівник IHS заробляв від 17 000 до 20 000 доларів на рік і працював близько 60 годин на тиждень. У 1974 р. співвідношення лікарів і пацієнтів було небезпечно низьким, оскільки на 1700 індіанців припадав лише один лікар. Проблеми, спричинені відсутністю лікарів, ще більше загострилися, коли в 1976 р. була припинена програма по призову лікарів на військову службу. Це безпосередньо вплинуло на IHS, оскільки вони набрали багатьох своїх лікарів з військових. У період з 1971 по 1974 р. кількість заявок на вакантні посади в IHS зросла з 700 до 100 заявок, що означає, що тягар додаткової роботи лягав на лікарів, кількість яких постійно зменшувалася.
Одне важливе розмежування полягає між лікарями, які безпосередньо працювали в IHS, та іншими лікарями, які проводили стерилізацію за домовленістю з IHS. Для лікарів IHS не було фінансового стимулу проводити стерилізацію і тому інші міркування, ймовірно, відігравали головну роль. Лікарям за контрактом платили більше, коли вони стерилізували жінок, замість того, щоб давати їм оральні контрацептиви, що робить фінансовий стимул більш правдоподібним. Незважаючи на те, що лікарі IHS не мали фінансових стимулів рекомендувати стерилізацію, стерилізація розглядалася як ідеальна форма контрацепції для корінних американок протягом 1960-х та 1970-х років. Лікарі IHS мали переважно погляди білого та середнього класу на планування сім'ї, з акцентом на нуклеарну сім'ю, що містить невелику кількість дітей. Припущення, що корінні американки бажають такої ж сімейної структури, що і білі американці середнього класу, допомогло поширити зловживання стерилізацією.

## Наслідки
Рівень народжуваності корінних американців знизився. У 1970-х середня народжуваність корінних американок становила 3,7; однак у 1980 році в результаті стерилізації він частково впав до 1,8. Для порівняння, середня біла жінка повинна була мати 2,42 дитини в 1970 році, рівень народжуваності до 1980 року сповільнився до 2,14 на жінку. За деякими підрахунками, принаймні 25% корінних американок у віці від 15 до 44 стерилізували протягом найбільш інтенсивного періоду. Не маючи можливості розмножуватися, корінні жінки також втратили економічну та політичну владу. Без здатності до розмноження локальна культура вимирає, бо без дітей нікому її продовжувати.
Стерилізація значно погіршувала соціальне та психологічне благополуччя постраждалих жінок. У культурі корінних американців фертильність жінки дуже цінується, що призводить до психологічних та соціальних наслідків від стерилізації. Якщо жінка не зможе виносити дітей, це спричинить сором, збентеження та можливий осуд з боку племені через те, як корінні американські народи сприймають материнство. У 1977 році адвокат Майкл Завалла подав справу до штату Вашингтон після того, як трьох шайєнських жінок з Монтани стерилізували без їх згоди. Однак стерилізовані жінки залишались анонімними, оскільки боялись племінних наслідків. Як пояснила Марі Санчес, головна суддя племен у резервації Північних Шайєнів, "навіть більш знеохочуючим, ніж високі юридичні рахунки, є ризик втратити місце в індійській громаді, де стерилізація має особливий релігійний резонанс". 
У деяких районах процедура стерилізації була недостатньо стерильною, що призвело до ускладнень. Коли вони виникали, потрібно було додаткове медичне лікування, але державне фінансування покривало лише саму процедуру. Оскільки більшість жінок не могли дозволити собі подальшу медичну допомогу, у багатьох випадках вони не отримували її, деякі в результаті померли.
Через примусову стерилізацію корінні американки та американці не повністю довіряють уряду США і досі скептично ставляться до технологій контрацепції.